# Kenduskeag
Kenduskeag es un municipio situado en el condado de Penobscot, Maine, Estados Unidos. Tiene una población estimada, a mediados de 2023, de 1405 habitantes.

## Geografía
Está ubicado en las coordenadas 44°54′57″N 68°55′41″O / 44.91583, -68.92806. Según la Oficina del Censo, tiene una superficie de 43.39 km², correspondientes en su totalidad a tierra firme.

## Demografía
Según el censo de 2020, en ese momento había 1346 personas residiendo en la zona. La densidad de población era de 31.0 hab./km². El 95.84% de los habitantes eran blancos, el 0.37% eran afroamericanos, el 0.22% eran amerindios, el 0.30% eran asiáticos, el 0.30% eran de otras razas y el 2.97% eran de una mezcla de razas. Del total de la población, el 1.34% eran hispanos o latinos de cualquier raza.